# Betty Hutton
Betty Hutton, geboren als Elizabeth June Thornburg (Battle Creek, 26 februari 1921 - Palm Springs, 11 maart 2007) was een Amerikaanse actrice en zangeres. Zij was de jongere zuster van Marion Hutton (1919-1987), die populair werd als solozangeres bij de big band van Glenn Miller.

## Levensloop
Hutton werd in Michigan opgevoed, maar bezocht New York in de hoop een rol te krijgen in een stuk op Broadway. Ze werd echter afgewezen. Niet veel later werd ze ontdekt door Vincent Lopez. Hij zorgde ervoor dat Hutton rollen kreeg in twee korte films van Warner Brothers. Ook kreeg ze een rol in de Broadway shows Panama Hattie en Two for the Show.
Hutton was in de jaren 40 in veel films te zien. Dit waren vooral komedies en musicals. Haar meest bekende rol speelde ze in 1950 in de film Annie Get Your Gun. De rol van Annie Oakley in deze musical was oorspronkelijk bedoeld voor Judy Garland, maar die kon de rol vanwege gezondheidsproblemen niet aan. Ze speelde in 1952 een van de hoofdrollen in The Greatest Show on Earth. Deze film van Cecil B. DeMille over het circusleven won de Academy Award voor Beste Film.
Vervolgens was Hutton vooral in nachtclubs in Las Vegas te zien en deed ze veel televisiewerk. Zo had ze in 1959 een jaar lang haar eigen show, The Betty Hutton Show.
In de jaren zeventig ging Hutton sterk achteruit. Ze kreeg geen rollen meer en haar zangtalent vervaagde. Ze vluchtte naar de alcohol, kreeg een zenuwinzinking en probeerde zelfmoord te plegen. Ze overleed op 11 maart 2007 aan de gevolgen van darmkanker. Het nieuws van haar overlijden werd op haar verzoek pas na de begrafenis bekendgemaakt.
It's Oh So Quiet, uitgebracht in 1951 als de B-kant van Huttons single Murder, He Says, is een cover van de Duitse song Und jetzt ist es still van Horst Winter in 1948 op muziek van de Oostenrijkse componist Hans Lang met Duitse tekst van Erich Meder. De Engelse tekst werd geschreven door Bert Reisfeld. It's Oh So Quiet werd in 1995 door Björk exact gerepliceerd en werd haar meest succesvolle nummer.

## Filmografie
- 1939: One for the Book
- 1942: The Fleet's In
- 1942: Star Spangled Rhythm
- 1943: Happy Go Lucky
- 1943: Let's Face It
- 1944: The Miracle of Morgan's Creek
- 1944: And the Angels Sing
- 1944: Skirmish on the Home Front
- 1944: Here Come the Waves
- 1945: Incendiary Blonde
- 1945: The Stork Club
- 1946: Cross My Heart
- 1947: The Perils of Pauline
- 1948: Dream Girl
- 1949: Red, Hot and Blue
- 1950: Annie Get Your Gun
- 1950: Let's Dance
- 1952: The Greatest Show on Earth
- 1952: Sailor Beware
- 1952: Somebody Loves Me
- 1957: Spring Reunion